# Anomala chiriquina
Anomala chiriquina är en skalbaggsart som beskrevs av Bates 1888. Anomala chiriquina ingår i släktet Anomala och familjen Rutelidae. Inga underarter finns listade i Catalogue of Life.